# 인포바인
인포바인(영어: INFOVINE Co., Ltd.)은 대한민국의 휴대폰 인증서 서비스(UBIKEY) 기업이다. 본사는 서울특별시 영등포구 여의대로 24 전국경제인연합회관 40층에 위치해 있으며 대표이사는 권성준이다. 모든 통신사, 은행, 카드, 보험, 공공기관 등 대부분의 업체와 제휴를 맺고 있어 공인인증서 보안 시장에서 압도적인 시장 지위를 가지고 있다
로스트 시티-제로, 제4구역 게임을 서비스한다

## 논란
- KB투자증권 팀장이 6억 9000만원의 금품을 수수하고 인포바인의 45만주를 135억원에 시세조종을 위해 블록딜을 하는 데 도움을 주어 검찰이 대우증권과 KB투자증권을 압수수색하고 두 증권사 직원들을 연행하였다[6]
- 홍콩계 헤지펀드인 어센더 캐피털이 충분한 자금을 보유하고 있음에도 150억원 규모의 분리형 BW를 발행하고[7] 신주인수권 행사가액 하향 조정 것 등을 문제삼아 감사 선임을 요구하는 주주제안을 한 바 있다[8] 하지만 감사 수를 1인으로 제한하는 정관 변경안건이 통과되면서 어센더 측의 주주제안 안건은 상정되지 못하였다[9]

## 종속기업
- (주)메이치와이넷
- (주)바인엔터테인먼트

## 역사
- 2010년 2월 9일에 한국투자증권을 주관사로 공모가 33,000원에 코스닥 시장에 상장하였다.[10]
- 2025년 자사주 32만주를 취득하여 소각할 예정이다[11]

## 같이 보기
- 공인인증서

## 참고문헌
1. ↑  인포바인 대표, 자사주 활용 지배력 강화 '논란', 딜사이트, 2023.09.14
2. ↑  신동진, 한국IR협의회 기술분석보고서-인포바인, 2019-04-04[깨진 링크(과거 내용 찾기)]
3. ↑  이명관, 인포바인, '모바일 시대' 공인인증서 안전 지킴이, 더벨, 2017-06-26
4. ↑  인포바인, MMORPG ‘제4구역’ 2022년 첫 시즌3 업데이트 공개, 뉴스와이어, 2022-02-03
5. ↑  이용진, 인포바인, ‘로스트 시티-제로’ 사전예약 10만명 돌파, 인사이드비나, 2023-02-15
6. ↑  김은총, KB투자증권 팀장, '인포바인' 주가조작 후 추가범행 계획, 이투데이, 2015-12-13
7. ↑  박제언, 인포바인, 150억 BW 발행 이유는? 더벨, 2013-08-09
8. ↑  윤보미, 경영권 분쟁 논란 '인포바인', 파이낸셜뉴스, 2015-03-22
9. ↑  김은령, 인포바인, 외국계 펀드 주주제안 '무산', 머니투데이 2015-03-27
10. ↑  신희은, 인포바인 "점유율 98%, 영업익 60%"...내달9일 상장, 머니투데이, 2010-01-20
11. ↑  [https://www.edaily.co.kr/News/Read?newsId=04431286642070192 인포바인, 자사주 32만주 취득 결정
이데일리 2025-02-13]